# Francisco Romero y Acevedo
Francisco Romero y Acevedo (Ronda, 1700 - ib., 1763) va ser un famós torero espanyol.

## Biografia
Fundador d'una dinastia taurina fonamental per a la història de la tauromàquia, se li atribueixen importants aportacions en un període clau en què es va definir el toreig modern a peu, com va ser l'ús de la muleta i l'estoc per matar el toro cara a cara. Pare del també matador Juan Romero de los Santos, el seu net va ser el gran torero Pedro Romero.
En els primers anys del segle xviii, a Ronda, Francisco Romero, al final d'una correguda de toros, va demanar autorització per matar ell mateix al toro. Després de citar dues o tres vegades al toro amb un llenç, Francisco Romero va matar l'animal amb una estocada (cop d'estoc) amb l'espasa. Aviat es va repetir la nova sort en altres places i es va convertir en un autèntic professional, donant inici al toreig a peu com a espectacle modern. L'ús de llenços (blancs i penjats d'un bastó) és probablement anterior al torero de Ronda, i la seva evolució cap a la muleta va ser gradual durant aquest poc conegut període taurí, però és possible que Francisco Romero sí generalitzés el seu ús per matar el toro cara a cara i com a instrument del toreig.
Sembla, però, que la mort del toro per estocada es va practicar molt abans, emprada en particular per empleats dels escorxadors de Sevilla que van transformar el seu ofici d'escorxador per mostrar l'espectacle a un públic cada vegada més nombrós. Sí que és més probable que la innovació del rondeny en aquesta sort fos una forma revolucionària de matar el toro, de front i deixant l'espasa. En qualsevol cas, si Francisco Romero no és «l'inventor» de la corrida moderna, és el primer matador en haver exercit el seu art de manera habitual i professional. A més, els seus èxits impliquen un canvi radical en l'art de torejar; abans d'ell, la sort principal es produïa al tercio de varas (terç de vares), amb els picadors, el toreig a cavall i els pases de capot. La mort no era més que el final de l'espectacle.
Després Francisco Romero, i després d'uns anys en què les dues formes de torejar (a peu i a cavall) es van disputar el gust dels aficionats, el toreig a cavall comença a perdre el caràcter protagonista de les corregudes, i la mort del toro es converteix en la sort més important d'una faena.